# Interleucina 5

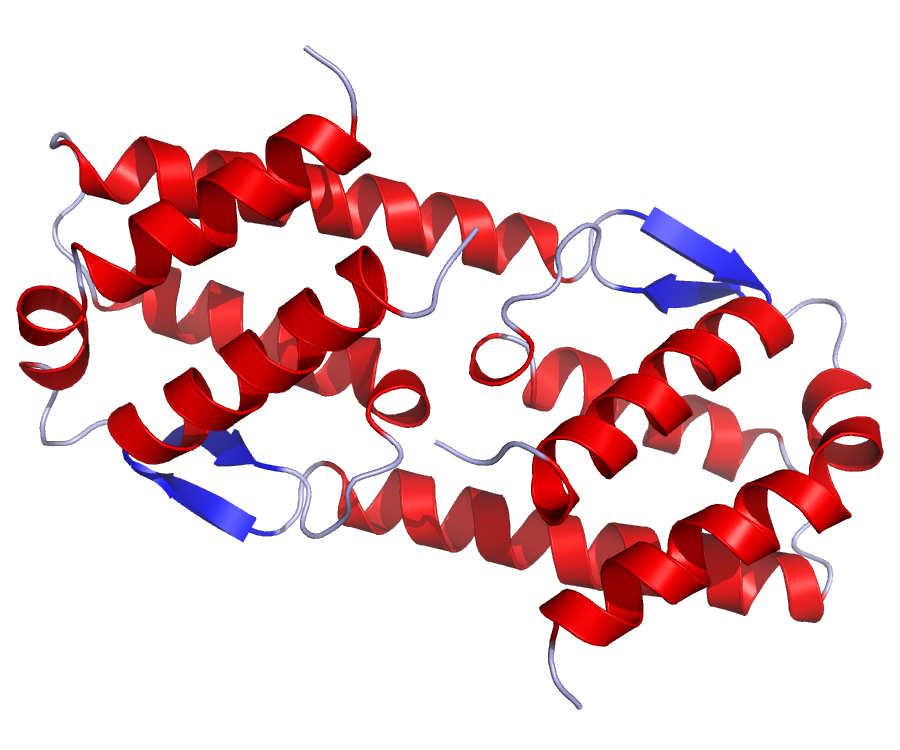
Diagrama da interleucina 5.

Interleucina 5 ou IL-5 é uma interleucina produzido por células T-2 e mastócitos. Por fazer parte do sistema imunológica, suas funções são estimular a produção de células B e aumentar a secreção de imunoglobina, fazer a ativação de eosinófilos em infecção por helmintos, assim como aumentar a quantidade dessas células no organismo e, além disso, juntamente com a Interleucina 4, faz a defesa contra vírus destruindo as células infectadas por eles. A IL-5 é proteína composta de 115 aminoácidos, sendo uma citocina parte da família hematopoiética. Ao contrário de outros membros desta família (em especial, interleucina 3 e GM-CSF), IL-5 na sua forma ativa é um homodímero.. O gene do IL-5 está localizado no cromossomo 5, próximos aos genes codificando por IL-3, IL-4 e GM-CSF,  que são comumente expressadas em células T-2 ajudantes.
A interleucina 5 é também expressada em eosinófilos, e foi observado em mastócitos nas vias pulmonares de pacientes asmáticos, por imunoquímica. A expressão di IL-5 é regulada por vários fatores de transcrição, incluindo GATA-3.